# Alfons Lütkoff
Alfons Lütkoff (* 17. Oktober 1905 in Iserlohn; † 16. Januar 1987 in
Kotzenbüll, Eiderstedt) war ein deutscher Maler.

## Leben
Alfons Lütkoff wurde 1905 in Iserlohn geboren und wuchs dort auf. Im Alter von 20 Jahren begann er das Studium der Malerei an der Universität Münster (M. Wackernagel), ging dann an die Kunstakademie Kassel (Meisterschüler bei Kay H. Nebel) und die Staatliche Kunstschule Berlin (B. Hasler, G.W. Rössner, H. Siegel) 1930 schloss er sein Studium mit dem Staatsexamen ab. Neben dem Studium der Malerei wurde er auch in graphischen Techniken, Werken, Marionettenbau sowie in Kunstgeschichte für das höhere Lehramt ausgebildet.
Wichtige Malerfreunde seit der Studienzeit waren:
- Kurt Prechtl (1906–1993), Pseudonym Eugen Flagol
- Werner Herzbruch (1906–1947), Pseudonym Georg Berken

Beruflich war er ab 1930 im Schuldienst in Dortmund und ab 1934 in Lüdinghausen (Höhere Landwirtschaftsschule) beschäftigt. Von 1938 bis 1945 arbeitete er als Studienrat für Kunsterziehung an der Oberschule für Jungen in Herten und baute dort eine erste Marionettenbühne auf.
1943–1945 Kinderlandverschickung mit Hertener Schulklassen nach Berchtesgaden.
Nach dem Krieg lebte er als freischaffender Künstler und Restaurator in seiner Heimatstadt Iserlohn bis zu seiner völligen Rehabilitation. Zeugnis über ihn hatten u. a. abgelegt Martin Wackernagel, Münster; der Kunsthistoriker und Maler Franz Große-Perdekamp, Recklinghausen; der Maler Eberhard Viegener, Präsident des Westdeutschen Künstlerbundes, der ihn schon 1932 anlässlich der 6. Großen Westfälischen Kunstausstellung in Münster schätzen gelernt hatte.
Ab 1948 nahm er den Schuldienst am Gymnasium in Herten in seiner alten Stellung wieder auf, engagierte sich mit Kunstgeschichts- und Marionetten-Kursen in der VHS Erwachsenenbildung Herten und organisierte Ausstellungen. Nach seiner Pensionierung 1968 zog er nach Kotzenbüll, Eiderstedt und erwarb dort das Altenteil eines Haubargs am Schwarzhof. Dort lebte und arbeitete er bis zu seinem Tode 1987.

## Leistungen
Nach einem neusachlichen Beginn (Meisterschüler bei Kay H. Nebel in Kassel) orientierte Alfons Lütkoff seine Malerei an der französischen Malerei des synthetischen Kubismus, dann am Surrealismus. Da er abgeschnitten von den wichtigen Kunstzentren lebte, informierte er sich vor allem in der französischen Kunstzeitschrift Cahiers d’Art (Georges Braque, Pablo Picasso).
Ab 1932 versuchte er sich durch Ausstellungen bekannt zu machen und nahm teil an der 6. Großen Kunstausstellung in Münster und der Herbstausstellung Westfälischer Künstler in Dortmund. Um jegliche Konfrontation mit seinen nationalistischen Lehrerkollegen zu vermeiden, signierte er mit seinem Pseudonym ´Stefan Lagher´.
Nach 1933 war jedoch an eine öffentliche Präsentation seiner Arbeiten nicht mehr zu denken. Lütkoff malte im Verborgenen weiter in der beständigen Angst, dass seine ´verbotenen Bilder´ entdeckt würden. Ab 1935 verschlüsselte er sogar die Datierungen.
1937 erhielt er auf dem Dienstweg die Aufforderung der NSDAP beizutreten. Einer Durchsuchung seines Ateliers konnte er nur knapp entgehen. Das Bemühen, seine Bilder in Frankreich unterzubringen, scheiterte. Damit war der Druck auf ihn und seine Frau unerträglich geworden.
Dennoch malte er bis 1940 seine wichtigsten systemkritischen Bilder, die sein Hauptwerk darstellen:
- 1938 : Blütenfresser;
- 1939 : Bedrohung ; Das Biest; Verfall; Überbleibsel;
- 1940 : Hungertuch; Überleben; Toter Baum;

Die ´Stefan Lagher´ Bilder der Vorkriegszeit fanden jedoch auf Ausstellungen nach dem Krieg keine besondere Resonanz mehr.
1939 wurde Lütkoff Mitglied der Reichskulturkammer mit der Auflage, an den entsprechenden Ausstellungen teilzunehmen. Er hatte von nun an systemkonform zu malen, was für ihn als avantgardistischen Maler nicht ganz einfach war. So erhielt er immer wieder deutliche Kritik an seiner Malweise. Wie er noch 1943/44 in den Briefen an seine Frau berichtete, fand er nur schwer zu einer Ausdrucksweise, die ihn gänzlich zufrieden stellte.
Nach dem Krieg und in den 50er Jahren experimentierte er mit verschiedenen Techniken (Wachsaussprengtechnik) in abstrakten Bildern.
Sein Spätwerk ist geprägt durch das Leben auf der Halbinsel Eiderstedt. Es entstehen Landschaften und Stillleben von großer Ruhe.

### Arbeiten im öffentlichen Besitz
Stadt Iserlohn (Nachlass); LWL Westf. Landesmuseum in Münster; NordseeMuseum Nissenhaus in Husum; Stadt Herten; Stadt Recklinghausen; Stadt Marl; Haus Peters Tetenbüll, Eiderstedt; Gemeinde Kotzenbüll, Eiderstedt.

### Mitglied in Künstlervereinigungen
Ruhr-Lenne, Iserlohn (1945–1950); Hagenring, Hagen (1946–1950); Vestischer Künstlerbund, Recklinghausen (1953–1968, Gründungsmitglied); Kunstverein Heide (- 1987)

## Einzelausstellungen von Alfons Lütkoff (Auswahl ab 1945)
- Galerie Hegemann-Raederscheidt Iserlohn, 1947 und 1950
- „insel“ Bildungswerk der Stadt Marl, 1955, Neue Technik – neue Themen
- Rathaus der Stadt Herten, 1968, Alfons Lütkoff-Lagher
- Stadt Herten, Gymnasium, 1985, Bilderausstellung zum 80. Geburtstag
- Kunstverein Heide, Heide, 1986, Retrospektive
- Haus Peters, Tetenbüll, 2004, Eiderstedter Arbeiten
- Schloss vor Husum, Husum 2005, Retrospektive zum 100. Geburtstag
- Städtische Galerie Iserlohn, 2006, Retrospektive zum 100. Geburtstag

## Ausstellungsbeteiligungen (Auswahl)
- Münster Stadthalle, 1932, 6. Große Westfälische Kunstausstellung (Stefan Lagher)
- Dortmund, 1932, Herbstausstellung Westfälischer Künstler (Stefan Lagher)
- Ab 1945 Teilnahme an verschiedensten Ausstellungen im rheinisch-westfälischen Raum
- Karl-Ernst-Osthaus-Museum Hagen, 1945, 1946
- Landesmuseum Münster, 1946
- Kunsthalle Düsseldorf, 1949
- Kunsthalle Recklinghausen, 1952–1953, Westdeutsche Grafik der Gegenwart; auch Münster, Mülheim/Ruhr
- Städt. Museen Recklinghausen 1958, Deutsche Künstler des Ruhrgebiets
- Rathaus Herten 1964, Malerei – Grafik Herzbruch, Lütkoff, Prechtl 1926–1964
- Haus der Heimat Iserlohn, 1966, Vor 20 Jahren (Malerei und Grafik von 1945 bis 1950)
- Ab 1978 Teilnahme an den Kunstausstellungen: Kunst und Handwerk in Schleswig-Holstein und den Heider Kunst- und Kulturwochen
- LWL – Museumsamt und Landesmuseum Münster, 2012, Anpassung, Überleben, Widerstand – Künstler im Nationalsozialismus (auch Detmold, 2013; Erinnerungs- und Gedenkstätte Wewelsburg , 2013; Städtische Galerie Iserlohn, 2013; Museen der Stadt Lüdenscheid , 2014; Kunstmuseum Wilhelm Morgner-Haus Soest, 2014)